# First Man: The Life of Neil A. Armstrong
First Man: The Life of Neil A. Armstrong é a biografia oficial de Neil Armstrong, o astronauta que se tornou o primeiro Homem a andar na Lua no dia 20 de Julho de 1969. O livro foi escrito por James R. Hansen, e foi publicado em 2005, por Simon & Schuster. O livro descreve o envolvimento de Armstrong no Programa Espacial dos EUA (culminando com a histórica missão da Apollo 11), e detalha sua vida pessoal e ascensão.
O livro recebeu uma recepção quente por vários indivíduos associados com astronomia e a promoção do voo espacial. Exemplos incluem o jornalista Walter Cronkite, e o intelectual público Sir Patrick Moore.

## Desenvolvimento
Acadêmico e autor James Hansen é também conhecido por servir como professor de história na Auburn University em Alabama. Ele adicionalmente serve como diretor do Honors College da instituição. O processo de escrita começou em Outubro de 1999, quando Hansen primeiro escreveu à Armstrong perguntando se ele podia escrever o livro. No começo, Armstrong o disse que estava muito ocupado, e o astronauta mencionou como ele já havia recusado várias ofertas anteriores de vários autores bem conhecidos como Stephen Ambrose e James A. Michener. Hansen persistiu, enviando o que descreveu como uma "caixa de doces" do seu trabalho. Um dos itens incluidos era uma biografia bem recebida do autor, intitulada de From the Ground Up, do pioneiro da aviação Fred Weick.[carece de fontes?]
Armstrong se impressionou com o estilo do trabalho de Hansen. Em Junho de 2002, Armstrong e Hansen assinaram um acordo formal. Dois meses depois, Armstrong assinou uma carta oficial para Hansen que dizia que o autor tinha seu total apoio e encorajava a outros a provirem o que ele precisava para escrever um livro. Enquanto numerosas publicações já descreveram os aspectos da longa carreira do Armstrong e suas conquistas pessoais, em vários graus, First Man tornou-se o primeiro livro oficial a detalhar a vida do astronauta, incluindo muita informação tanto antes e depois do Programa Apollo.[carece de fontes?]
Após ser perguntado do motivo, após anos de relutância, de que ele finalmente permitiu uma biografia completa, Armstrong simplesmente respondeu: "Já era a hora."

## Conteúdos e detalhes

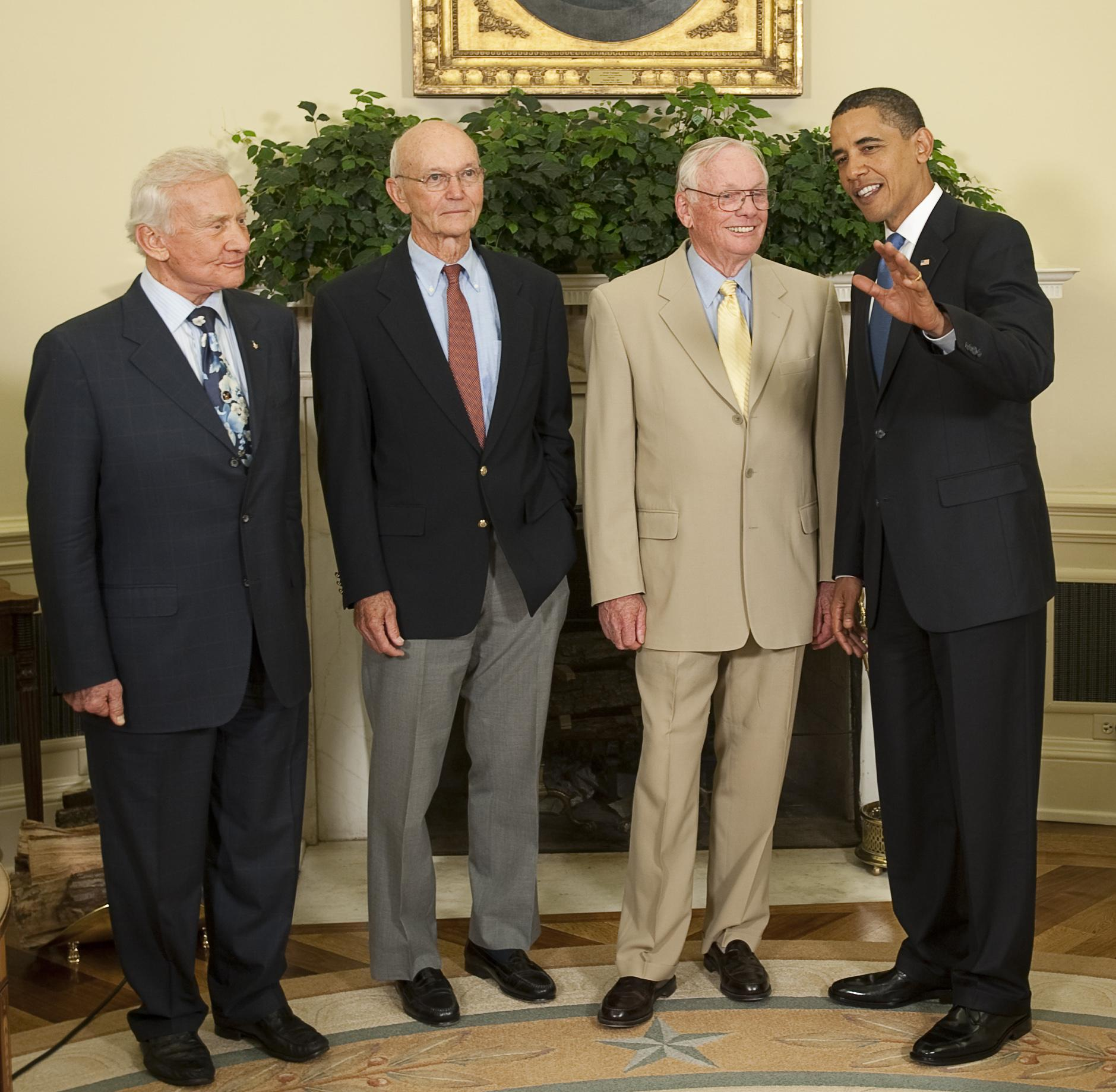
Presidente Barack Obama conversa com Armstrong (a direita) junto de seus colegas Michael Collins (centro) e Edwin "Buzz" Aldrin Jr. (esquerda) no Salão Oval quando encontraram-se para comemorar o 40th aniversário do pouco lunar.

O livro descreve a vida inicial agradável e amplamente convencional do Armstrong. O jovem se torna cada vez mais fascinado por aeronaves e o voo, e ele até ganha sua licença de piloto antes de ter suficiente qualificações para dirigir um carro. O pai do Armstrong lembra-se de que seu filho "nunca teve uma garota" e "não precisava de um carro" mas simplesmente "tinha... para ir ao aeroporto."
O jovem Armstrong torna-se um aviador naval. A gestão da NASA fica interessada em sua combinação de calma e habilidade pessoal junta de seu intelecto acima da média. Apesar de contrastar de alguma forma com muitos de seus colegas, a tripulação da Apollo 11 diluindo-se como "desconhecidos amigáveis", ele atraiu respeito geral. O fato de que Armstrong foi escolhido como o "primeiro a descer" à superfície da Lua foi uma surpresa, pois esperava-se que o astronauta Edwin "Buzz" Aldrin Jr. tivesse prioridade. A própria missão procede-se espetacularmente bem, e Armstrong diz sua famosa frase: "Este é um pequeno passo para um homem, um grande salto para a Humanidade."
A natureza histórica do evento significa que Armstrong deva adaptar-se para ser um dos homens mais famosos do planeta, uma situação peculiar que o astronauta acha desafiadora. Devida à gravidade do programa Apollo e os sacrifícios feitos para que a missão lunar tivesse sucesso, Armstrong sente-se determinado à ter certeza que seu status de 'primeiro homem na Lua' nunca fosse explorado pela ganância de ninguém. Interessado em compartilhar seu conhecimento com as gerações mais jovens, ele evita o status de celebridade ao trabalhar como professor de engenharia na University of Cincinnati. Enquanto ele foge da atenção pessoal, como um indivíduo, o astronauta passa décadas avançando a causa do voo espacial em termos de provir conselho aqueles na NASA, estando em contato com múltiplas figuras.

## Recepção
Astrônomo Inglês e intelectual público Sir Patrick Moore louvou o livro. Escrevendo para a publicação no 'Times Higher Education, Moore declarou que considera o livro um "incrível sucesso", achando-o "imaculadamente pesquisado e cheio de detalhes" enquanto ainda sendo "escrito numa forma que vá apelar à todos os tipos de leitores". Ele concluiu, "Este é um livro importante e deveria estar em toda biblioteca científica."
Figura da mídia Americana Walter Cronkite também elogiou First Man, dizendo:
Mesmo que você ache conhecer tudo sobre Neil Armstrong e a missão histórica dos EUA à ser a primeira a pousar um Homem na Lua, este notável livro do Dr. James Hansen contribuí como um anfitrião de novos insights fascinantes não apenas do personagem enigmático do comandante da Apollo 11, mas também dentro da natureza do próprio empreendimento de voar no espaço. É um livro à todas as épocas.

## Adaptação cinematográfica

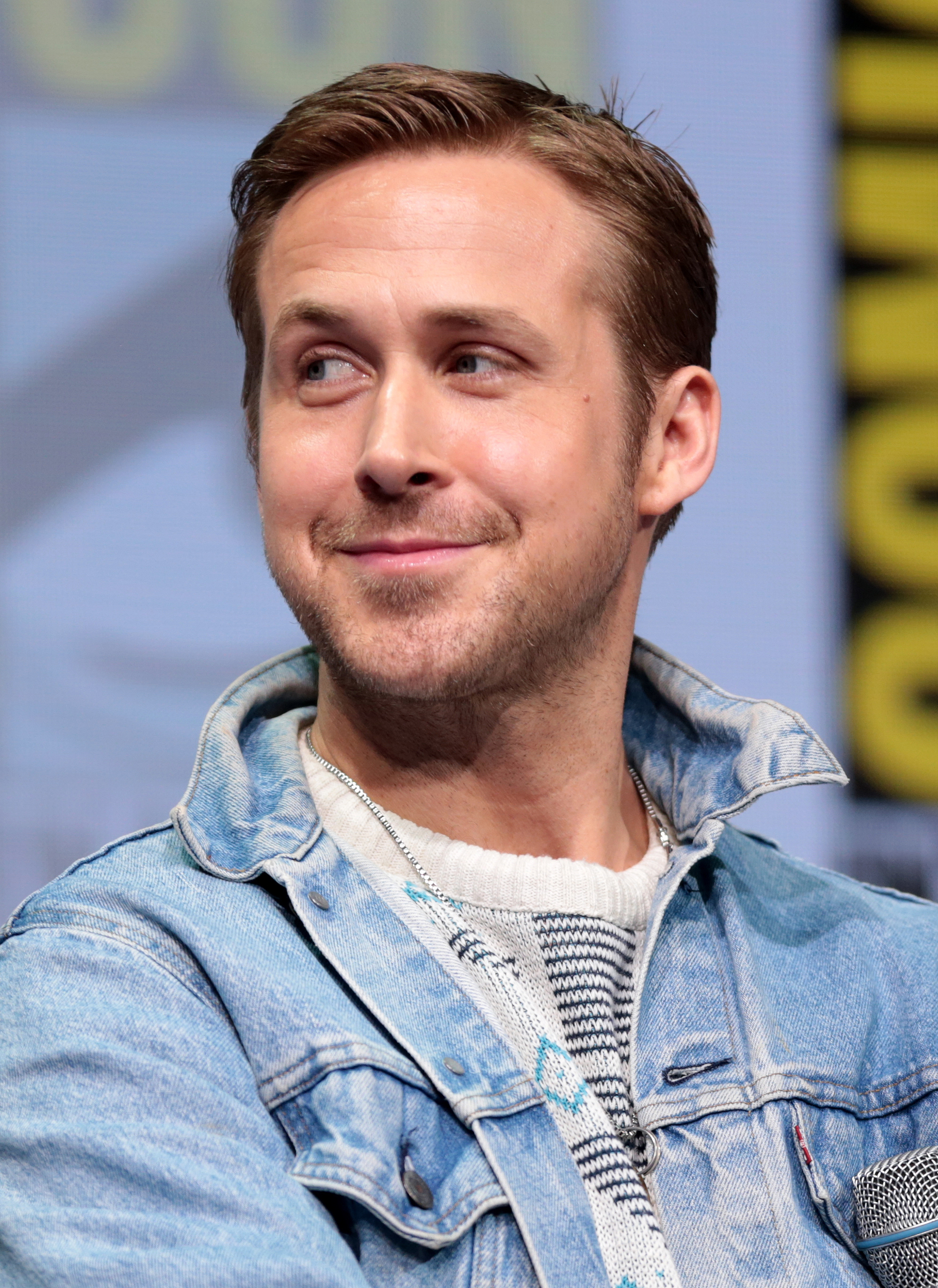
Ator Ryan Gosling (fotografado aqui em 2017) vai protagonizar na adaptação cinematográfica de First Man

No começo de 2003, o ator-diretor Clint Eastwood e a equipe de produção do estúdio Warner Bros. compraram os direitos cinematográficos para First Man. Eastwood havia previamente aparecido no filme espacial Space Cowboys de 2000, apesar de declarar que provavelmente não apareceria em First Man. Entretanto, o projeto acabou no Inferno do desenvolvimento, apesar de significante interesse. Armstrong morreu em 25 de Agosto de 2012, antes de qualquer filmagem ocorrer.
Universal Pictures e DreamWorks Pictures ultimamente pegaram o projeto First Man no meio da Década de 2010. Damien Chazelle, diretor que recebeu aclamação crítica em seu trabalho no filme La La Land de 2016, juntou-se com a produção do filme. O ator Ryan Gosling, que estrelou em La La Land, juntou-se também. Devido a seu papel como autor do livro, Hansen entrou como co-produtor do filme.
- Este artigo foi inicialmente traduzido, total ou parcialmente, do artigo da Wikipédia em inglês cujo título é «First Man: The Life of Neil A. Armstrong».